# Édouard Bonnefoy
Pour les articles homonymes, voir Bonnefoy.
Édouard Bonnefoy, né le 13 octobre 1899 à Saint-Christophe-en-Brionnais, mort le 3 mai 1945 dans la baie de Lübeck, est un haut fonctionnaire et résistant français. 

## Biographie

### Administration
Il est le fils de Joseph Bonnefoy, tailleur d'habits, et de Marie Bajard. Il se marie le 9 novembre 1920 à Marcelle Dubois, originaire de Mâcon. Ils ont un enfant, Jean-Louis, né à Lyon le 28 avril 1929.
Il devient rédacteur à la préfecture de Saône-et-Loire en novembre 1917 tout en poursuivant ses études de droit. Licencié en droit, il devient en 1925 chef de cabinet du préfet de Saône-et-Loire, puis en 1929, secrétaire général de la préfecture de l'Ain ; il reste en parallèle à la disposition du préfet de Saône-et-Loire.
À partir de 1932, il est directeur de cabinet de Achille Villey-Desmeserets, préfet du Rhône. Il est nommé en 1933 sous-préfet de Thonon, et reste en parallèle à la disposition du préfet du Rhône. Le 28 février 1934, il est directeur de cabinet de Achille Villey-Desmeserets, devenu préfet de la Seine. Il devient le 15 novembre 1934, sous-préfet d'Aubusson.
En 13 mars 1938, il devient préfet de la Haute-Saône.

### Seconde guerre mondiale
Il reste directeur de cabinet du préfet de la Seine et participe à l'administration de la grande agglomération parisienne jusqu'au 14 novembre 1941. Ainsi fin septembre 1940, il s'oppose à une exposition au Petit Palais sur les secrets maçonniques.
À partir de novembre 1941, il devient préfet de la Mayenne. Il fait le choix, en mars 1942, de Paul Haag comme chef de cabinet. Marius Lepage fait partie de ses collaborateurs comme chef des services économiques de la Mayenne. Le sous-préfet est René Goepfert.
En remplacement de M. Dupard, nommé préfet de l'Ille-et-Vilaine, Édouard Bonnefoy est promu préfet de la Loire-Inférieure le 6 juillet 1943. Il est présent lors des bombardements des 16 et 23 septembre 1943 sur Nantes par les Américains. Il reste 5 mois, avant d'être nommé préfet régional de la région de Lyon et préfet du Rhône.

### Résistance
À partir de sa nomination en Mayenne, son activité préfectorale est liée à son activité clandestine. Il entre dans la résistance intérieure clandestinement, tout en restant en fonction de préfet, pour combattre de l’intérieur les Allemands et le régime de Vichy. Il appartient depuis 1943 aux réseaux Noyautage des administrations publiques et Super-NAP. 
Suspecté de franc-maçonnerie., contre son gré, il prête serment au maréchal Pétain, lors de la cérémonie collective du 19 février 1942. Il est suspecté à cette période de jouer double jeu. Tenté de démissionner, il reste à son poste.
Avec Paul Haag, ils travaillent avec les réseaux de renseignements de la résistance intérieure aussi bien à Laval qu'à Nantes, et les SR britanniques. À son poste de préfet à Nantes il a comme collaborateur Gilbert Burlot, chef de bureau, qui sera arrêté à la préfecture le 19 mai 1944. Avec lui, il ne suit pas les instructions, ralentit les réquisitions, veille au ravitaillement de ses administrés. Ils facilitent la délivrance de laissez-passer et la réalisation de faux papiers. À partir de février 1943, ils s'attachent principalement à la lutte contre le STO, en recourant alors au sabotage administratif. Bonnefoy pratique une forme minimale de collaboration avec une marge de manœuvre restreinte. À Lyon, il travaille avec le réseau NAP-Préfecture, déjà actif et infiltré dans le cabinet de son prédécesseur Angéli.
Il se heurte au fur et à mesure de plus en plus officiellement avec les Allemands, et en particulier avec la Milice, qui provoque son arrestation par la Gestapo en mai 1944. Il est interné d'abord à la prison Montluc à Lyon, puis à Compiègne.
Edouard Bonnefoy est considéré et placé parmi les grands Résistants aux côtés de Jean Moulin.

### Déportation
Il est déporté dans le camp de concentration de Neuengamme, au kommando de Brême-Kriegsmarine, matricule 36277. Le 3 mai 1945, dans la baie de Lübeck en mer Baltique, il est tué avec 10 000 autres détenus qui venaient d'être évacués par les SS, lors du naufrage du Cap Arcona, mitraillé par erreur par la Royal Air Force.

## Hommage
La rue Préfet-Bonnefoy lui rend hommage à Nantes. Une rue homonyme existe aussi à Laval. Bonnefoy est chevalier de la Légion d'honneur en 1938, Croix de Guerre 1939-1945, et médaillé de la Résistance à titre posthume en 1946.
- Chevalier de la Légion d'honneur
- Croix de guerre 1939–1945
- Médaille de la Résistance française